# 万佩勒
万佩勒（法語：Vimpelles，法語發音：[vɛ̃pɛl] ⓘ）是法国法蘭西島大區塞纳-马恩省的一个市镇，属于普罗万区。 

## 地理
万佩勒（48°26'23"N, 3°9'51"E）面积11.33 平方千米，位于法国法蘭西島大區塞纳-马恩省，该省份为法国北部内陆省份，北起瓦兹省，西接埃松省、马恩河谷省、塞纳-圣但尼省和瓦兹河谷省，南至卢瓦雷省，东南接约讷省，东临马恩省和奥布省，东北接埃纳省。
与万佩勒接壤的市镇（或旧市镇、城区）包括：巴卢瓦、巴佐什莱布赖、多讷马里-栋蒂伊、埃格利尼、吕斯泰讷、圣索沃尔莱布赖、锡日。

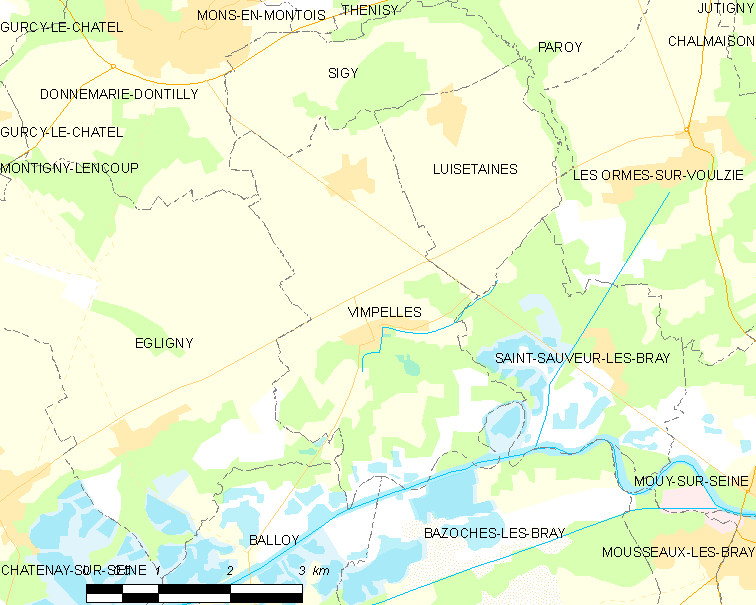
万佩勒的OSM定位图

万佩勒的时区为UTC+01:00、UTC+02:00（夏令时）。

## 行政
万佩勒的邮政编码为77520，INSEE市镇编码为77524。

## 政治
万佩勒所属的省级选区为普罗万县。

## 人口

1962-2008年间万佩勒人口变化图示

万佩勒于2022年1月1日时的人口数量为521人。